# Seznam francoskih filozofov
Seznam francoskih filozofov.

## A
- Peter (Pierre) Abélard
- Sylviane Agacinski
- Alan iz Lilla [Alain de Lille, Doctor Universalis]
- Jean le Rond d'Alembert
- Peter d'Ailly [Pierre d'Ailly]
- Ferdinand Alquié
- Louis Althusser
- Ferdinand Alquié
- Amalrik iz Bena [Amaury de Bène]
- Tony Andréani (politični)
- Didier Anzieu
- Émile Armand ?
- Antoine Arnauld
- Raymond Aron
- Jean-Marie Arouet (dit Voltaire)
- (Jacques Attali)
- Pierre Aubenque
- Peter Aureol [Doctor Facundus]
- Kostas Axelos (grško-francoski)
- Pedro Azara (šp.-fr.?)

## B
- François-Noël Babeuf [Gracchus Babeuf]
- Gaston Bachelard
- Roger Bacon [Doctor Mirabilis] (angleško-francoski)
- Alain Badiou
- Étienne Balibar
- Pierre-Simon Ballanche
- Roland Barthes
- Georges Bataille
- Jean Baudrillard
- Evgen Bavčar (slovensko-francoski)
- Pierre Bayle
- Saint-Amand Bazard
- Simone de Beauvoir
- Julien Benda
- Alain de Benoist
- Jean-Marie Benoist
- Daniel Bensaid
- Émile Benveniste (semiotik-lingvist)
- Gaston Berger
- Henri Bergson
- Henri Berr
- Bernard Chartreški [Bernard de Chartres]
- Bernard iz Clairvauxa
- Bernard Silvestris
- Bernegar iz Toursa [Bérenger de Tours]
- François Bernier
- Louis de Berquin
- Theodor Beza
- Maine de Biran
- Antonia Birnbaum
- Louis Blanc
- Robert Blanché
- Maurice Blanchot
- Louis Auguste Blanqui?
- Jean-Marie Blas de Roblès
- Éric Blondel
- Maurice Blondel
- Léon Bloy?
- Jean Bodin
- Jean Bollack
- Pascal Bonitzer?
- Jean-Pierre Bonnel?
- Jean Borella
- Jacques-Bénigne Bossuet
- Célestin Bouglé
- Dominique Bouhours
- Pierre Bourdieu
- Émile Boutroux
- Alban Bouvier
- Jacques Bouvresse
- Radulphus Brito
- Jean-Marie Brohm
- Pascal Bruckner
- Ferdinand Brunetière ?
- Léon Brunschvicg
- Jean de La Bruyère
- Philippe Buchez
- Guillaume Budé
- Claude Buffier
- Georges-Louis Buffon
- Philippe Michel Buonarroti
- Jean Buridan

## C
- Pierre-Jean-Georges Cabanis
- Étienne Cabet
- Albert Camus
- Georges Canguilhem
- Nicolas Léonard Sadi Carnot
- Barbara Cassin
- Cornelius Castoriadis (grško-francoski)
- Jean Cavaillès
- Michel Cazenave
- Jean Cazeneuve
- Michel de Certeau
- Jean-Martin Charcot
- Pierre Charron
- Emile Chartier
- Constantin-François de Chassebœuf /Comte de Volney
- Émilie du Châtelet
- François Châtelet
- Gilles Châtelet
- Jean-Louis Chrétien (1952-2019)
- Emil Cioran (romunsko-francoski)
- Catherine Clément
- Georges Cogniot
- Gilbert Cohen-Séat
- Jean-Baptiste Colbert
- Jean-Pierre Cometti
- André Comte-Sponville
- Auguste Comte
- Étienne Condillac
- Marquis (Nicolas) de Condorcet
- Victor Prosper Considérant
- Benjamin Constant (Henri-Benjamin Constant de Rebecque; 1767-1830)
- Henry Corbin
- Géraud de Cordemoy
- Victor Cousin
- Jean de Crèvecoeur

## D
- Roger Dadoun
- Hubert Damisch
- Georges-Jacques Danton
- Guy Debord
- Régis Debray
- Claude Debru
- Joseph Déjacque
- Victor Delbos
- Gilles Deleuze
- Chantal Delsol
- Jacques Derrida
- René Descartes
- Vincent Descombes
- Lucien Deslinièr
- Antoine Destutt de Tracy
- Théodore Dezamy
- Denis Diderot
- Georges Didi-Huberman
- David Dinantski
- Michele Le Doeuff
- Jean-Marie Domenach
- François Dosse?
- Oswald Ducrot
- Mikel?/Michel Dufrenne
- Olivier Duhamel
- Pierre Duhem
- Georges Dumézil
- Paul Dumouchel
- Jean-Pierre Dupuy
- Durand iz St. Pourçaina [Doctor Resolutissimus]
- Émile Durkheim

## E
- Einhard (Einhardus)
- Jacques Ellul
- Corinne Enaudeau
- Barthélemy Prosper Enfantin
- Pascal Engel
- Raphaël Enthoven
- Didier Eribon
- Étienne de La Boétie
- Alfred Espinas
- Jacques Lefèvre d'Étaples (1455 – 1536)

## F
- Anne Fagot-Largeault
- Frantz Fanon
- Sébastien Faure
- François Fénelon
- Luc Ferry
- Kancler Filip [Chancelier Phillippe]
- Alain Finkielkraut
- Alfred Fouillée
- Elisabeth de Fontenay
- Bernard de Fontenelle
- Michel Foucault
- Simon Foucher
- Charles Fourier
- Frančišek Saleški
- Julien Freund
- Georges Friedmann

## G
- Maurice de Gandillac
- Roger Garaudy
- Pierre Gassendi
- Marcel Gauchet
- Gaunilo /Gaunillon
- Jean Gayon
- Ernest Gellner (fr.-britansko-češki)
- Gérard Genette (1930-2018) (literarni kritik in teoretik)
- Éric Geoffroy
- Sophie Germain
- Jean Gerson [Doctor Christianissimus]
- Gilbert iz Poitiersa [Gilbert de la Porreé]
- Étienne Gilson
- René Girard
- André Glucksmann (1937-2015)
- Arthur de Gobineau
- Jean-Baptiste André Godin
- Lucien Goldmann (1913-1970) (romunsko-francoski judovskega rodu)
- André Gorz [aka Michel Bosquet] (avstrijsko-francoski) (1923 - 2007)
- Jean-Baptiste Gourinat
- Marie de Gournay
- Jean-Joseph Goux
- Antoine Le Grand
- Gérard Granel
- Jean Grave
- Jean Greisch
- Frédéric Gros
- Félix Guattari
- Pierre Guenancia
- René Guénon [arab.: Abd al-Wahid Yahya]
- Daniel Guérin?
- Jean Guitton (1901-1999)
- Madame Guyon

## H
- Pierre Hadot
- Maurice Halbwachs
- Élie Halévy
- Octave Hamelin
- Léon Harmel?
- Friedrich August von Hayek
- Heloiza [Héloïse d'Argenteuil]
- Claude Adrien Helvétius
- Jacques René Hébert
- Michel Henry
- Guy Hocquenghem (1946-88)
- Paul Henri Thiry d'Holbach
- Eric Hoppenot
- Georges Hostelet (1875 - 1960)
- Édouard Hugon
- Pierre-Daniel Huet
- Jean Hyppolite

## I
- Luce Irigaray (belgijsko-francoska?)

## J
- Christian Jambet
- Janez Jandunski [Jean de Jandun]
- Pierre Janet
- Dominique Janicaud
- Janez Kapreol [Jean Capréolus]
- Janez iz Mirecourta [Jean de Mirecourt]
- Janez iz Rochele [Jean de la Rochelle, Joannes de Rupella]
- Vladimir Jankélévitch (ruskega rodu)

## K
- Pierre Kaan
- Jean-François Kérvegan
- Étienne Klein
- Raymond Klibansky
- Gaspard Koenig
- Alexandre Kojève (ruskega rodu)
- Alexandre Koyré (ruskega rodu)
- Julia Kristeva (bolgarskega rodu)

## L
- Étienne de La Boétie
- Jules Lachelier
- Philippe Lacoue-Labarthe
- Jacques Lacan
- Paul Lafargue[1]
- Pierre Laffitte
- Geoffroy de Lagasnerie
- André Laks
- Jean-Baptiste de Lamarck
- Lambert iz Auxerrea
- Hugues Felicité Robert de Lamennais
- Julien Offray de La Mettrie
- Guillaume Lamy
- Claude Lanzmann?
- Pierre-Simon Laplace
- François Laruelle
- Georges Lapouge
- Guy Lardreau
- Bruno Latour?
- Louis Lavelle
- Dominique Lecourt
- Henri Lefebvre (1901-1991)
- Claude Lefort
- Marcel Légaut
- Antoine Le Grand
- Frédéric Lenoir
- Pierre Leroux
- Édouard Le Roy
- Emmanuel Le Roy Ladurie
- Jean de Léry
- René Le Senne
- Emmanuel Lévinas
- Benny Lévy (=Pierre Victor; 1945-2003)
- Bernard-Henri Lévy
- Pierre Lévy
- Lucien Lévy-Bruhl
- Claude Levi-Strauss
- Albert Libertad
- Peter Lombardijski (Pierre Lombard)
- Patrice Loraux
- Jean-François Lyotard

## M
- Pierre Macherey
- Madame Guyon
- Maine De Biran
- Gérard Mairet
- Joseph de Maistre
- Gabriel Bonnot de Mably
- Catherine Malabou
- Nicolas Malebranche
- Jean-Paul Marat?
- Gabriel Marcel
- Jean-Luc Marion
- Jacques Maritain
- Henri Maspero (sinolog: daoizem)
- Pierre-Louis Maupertuis
- Charles Maurras
- Marcel Mauss
- Quentin Meillassoux
- Maurice Merleau-Ponty
- Marin Mersenne
- Olivier Messiaen
- Jean Meslier
- Claude Mettra
- La Mettrie
- Émile Meyerson
- Jules Michelet
- Gaston Milhaud
- (Judith Miller & Jacques-Alain Miller)
- Jean-Claude Milner
- Alain Milon
- Michel Eyquem de Montaigne
- Charles de Montesquieu
- Morelly
- Edgar Morin
- Jacques Morizot
- Emmanuel Mounier
- Roger Munier
- Jean de Muris

## N
- Jacques-André Naigeon
- Jean-Luc Nancy
- Michel Narcy
- Jean Nicod (1893-1924)
- Nikolaj iz Autrecourta [Nicholas d'Autrécourt]
- Paul Nizan (Paul-Yves Nizan)

## O
- Peter Olivi [Pierre Jean Olivi]
- Michel Onfray
- Olympe de Gouges
- Nikolaj Oresme

## P
- Blaise Pascal
- Martinès de Pasqually
- Michel Pêcheux
- Charles Péguy
- Emmanuel Peillet
- Madeleine Pelletier
- Marc Perelman
- Peter Lombard(-ijski)
- Peter iz Maricourta (13. stol.)
- Christine de Pizan
- Henri Poincaré
- Pierre Poiret
- Georges Politzer
- Roger Pouivet
- Pierre-Joseph Proudhon
- Sully Prudhomme

## Q
- François Quesnay
- Edgar Quinet

## R
- François Rabelais
- Petrus Ramus [Pierre de la Ramée]
- Jacques Rancière
- Félix Ravaisson (Jean-Gaspard-Félix Laché Ravaisson-Mollien)
- Pierre Régis
- François Regnault
- Ernest Renan
- Charles Renouvier
- Pierre Restany
- Jean-François Revel
- Judith Revel
- Abel Rey
- Paul Ricoeur
- Maximilien Robespierre
- Jean-Baptiste Robinet
- Jacques Rohault
- Roscelin (iz Compiegneja)
- Irène Rosier-Catach
- Guy Rosolato
- Jean-Jacques Rousseau

## S
- Markiz de Sade
- Saint-Simon
- Jean-Paul Sartre
- Marc Sautet (1947-98)
- Ferdinand de Saussure (Švicar)
- Joseph Justus Scaliger
- Jean-Marie Schaeffer
- René Schérer (1922-2023)
- Frithjof Schuon?
- Michel Serres (1930-2019)
- Emmanuel Sieyès
- Claude de Seysse
- Gilbert Simondon
- Georges Sorel
- Étienne Souriau
- (Boris Souvarine)
- Jean-Fabien Spitz
- Bernard Stiegler
- Gabrielle Suchon
- Peter Szendy

## T
- Hippolyte Taine
- Omer Talon (Audomarus Talaeus)
- Gabriel Tarde
- Teodorik iz Chartresa [Thierry de Chartres]
- Pierre Teilhard de Chardin
- Alexis de Tocqueville
- Tzvetan Todorov (bolgarskega rodu)
- Destutt de Tracy (Antoine Destutt de Tracy)
- Anne-Robert-Jacques Turgot

## V
- Paul Valéry
- Yves Vargas
- Denis Veiras
- François Viète
- Vilijem iz Avergneja [Guillaume d'Auvergne]
- Vilijem iz Champeauxa [Guillaume de Champeaux]
- Vilijem iz Conchesa [Guillaume de Conches]
- Paul Virilio (1932-2018)
- Vital du Four, 14. stol
- Volney Comte de Volney / Constantin-François de Chassebœuf (1757–1820)
- Jean-Marie Arouet dit Voltaire

## W
- Henri Wallon
- Henri Weber?
- Éric Weil
- Simone Weil
- Monique Wittig
- Jean-Jacques Wunenburger

## Z
- Anne Zelensky?
- Georges Zourabichvili (1898-1944)